# جوليس ديفيد
جوليس ديفيد (بالفرنسية: Jules David)‏ هو رسام فرنسي، ولد في 29 مارس 1808 في باريس في فرنسا، وتوفي بنفس المكان في 20 أكتوبر 1892.

## معرض صور

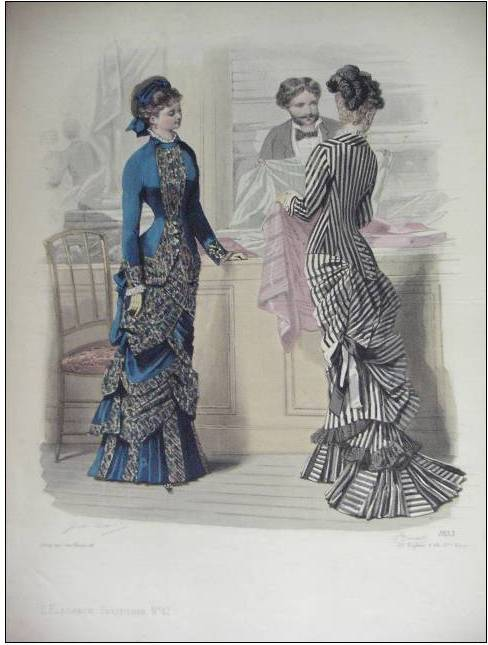
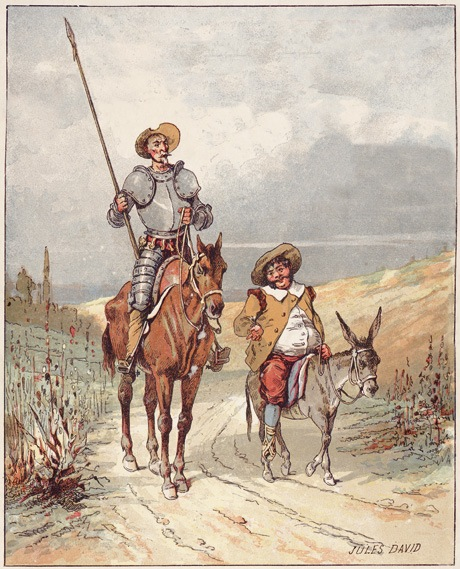
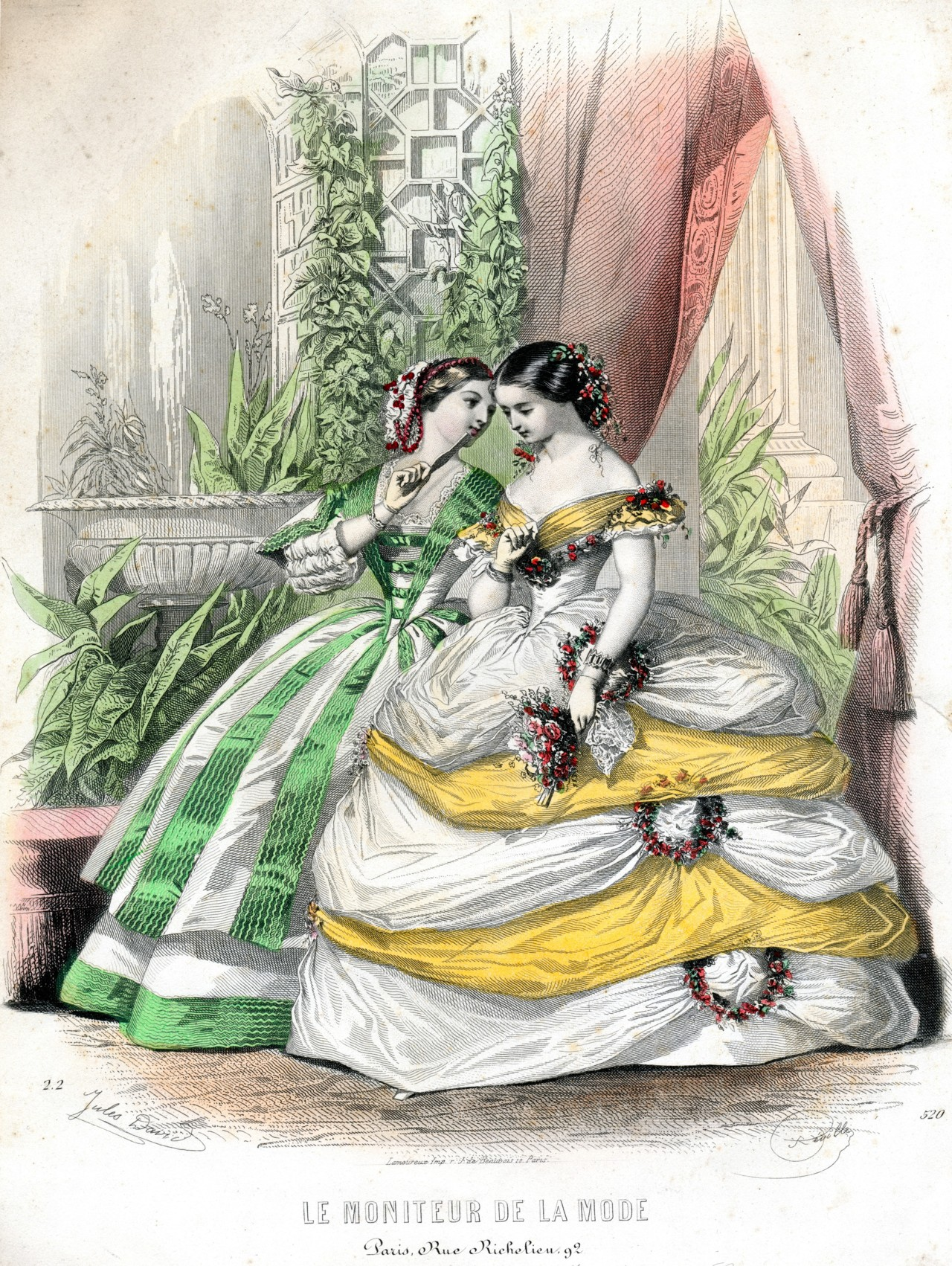
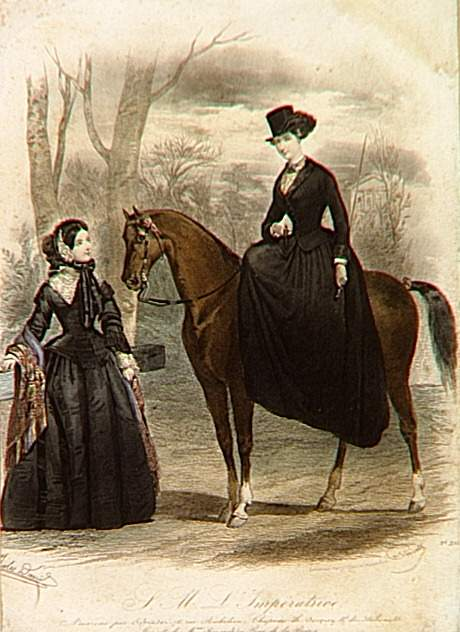